# Loves Park
Loves Park é uma cidade localizada no estado americano de Illinois, no Condado de Boone e Condado de Winnebago.

## Demografia
Segundo o censo americano de 2000, a sua população era de 20.044 habitantes.
Em 2006, foi estimada uma população de 23.744, um aumento de 3700 (18.5%).

## Geografia
De acordo com o United States Census Bureau tem uma área de
38,4 km², dos quais 37,4 km² cobertos por terra e 1,0 km² cobertos por água.

## Localidades na vizinhança
O diagrama seguinte representa as localidades num raio de 12 km ao redor de Loves Park.